# Di-hidromorina
Di-hidromorina é um flavanonol, um tipo de flavonoide. Pode ser encontrado em plantas da família Moraceae incluindo Morus nigra (amora preta), em Morus alba, Maclura pomifera (Maclura aurantiaca ou Osage-Orange), na jaca (Artocarpus heterophyllus) e em Artocarpus dadah.
Di-hidromorina é um inibidor da tirosinase.